# آکاسیای سفارا
آکاکیا سفارا (نام علمی: Acacia sophorae) نام یک گونه از سرده آکاسیا است.